# Uprchlík na ptačím stromě
Uprchlík na ptačím stromě je kniha pro děti, kterou napsal a ilustroval Ondřej Sekora. Autorovi se podařilo zajímavě sloučit poznatky o přírodě a životě ptáků s napínavým příběhem o přátelství a svobodě. Patří mezi jeho nejzdařilejší díla. Kniha byla oceněna na Světové výstavě Expo 58 v Bruselu. Poprvé ji vydalo nakladatelství Josef Hokr v r. 1943, prozatím naposledy vyšla v r. 2012 (9. vydání). 

## Shrnutí příběhu
Chovateli cizokrajného ptactva, panu Tichému, nedopatřením uletí z klece jeden malý modroušek. Dostane se na ptačí strom, kde žije mnoho různých ptáků, kteří si navzájem pomáhají – starostliví brhlíci, silák strakapoud, vtipálek zvonek, křehká červenka, pyšná pěnice a další. Jejich hlavním pomocníkem a poradcem je Kubík – velký zelený papoušek, kterému je téměř sto let a po mnohých cestováních žije nedaleko ptačího stromu u zahradníka Moulíka, který ho nechává volně poletovat po okolí. Ptáci Modrouška přijmou mezi sebe a prožije s nimi celé léto a mnohá veselá i nebezpečná dobrodružství. Když přijde podzim, někteří ptáci odlétnou do teplých krajin a Modroušek se stále obtížněji vyrovnává se zhoršujícím se počasím. Objeví jej ornitolog Karas, který zná pana Tichého. Společně Modrouška odchytí a odvezou zpět domů do jeho klece. Modroušek je pak mezi ostatními ptáky pana Tichého hrdinou, protože jim vypráví o prožitých dobrodružstvích. Během zimy k jeho překvapení přiveze panu Tichému zahradník Moulík papouška Kubíka, který už nemůže žít na venkově, protože potřebuje denní péči. Modrouškovi se tak vrací starý přítel a ptačí klec získá zábavného a moudrého společníka. 